# NES-101
El modelo NES-101, también conocido coloquialmente como NES 2, NES con ranura superior, New NES o NES de nuevo estilo, es un rediseño compacto y modernizado de la videoconsola original Nintendo Entertainment System (NES-001) lanzado por Nintendo.
Nintendo comercializó el modelo NES-101 como "Nintendo Entertainment System", exactamente del mismo modo que a la original (solo añade un nuevo diseño en el logotipo de la caja). La consola fue distribuida en Norteamérica en 1993 al precio de 49.99 dólares. El modelo NES-101 venía empaquetado con una versión rediseñada del controlador estándar de la NES (número de modelo NES-039) con una forma muy similar al controlador del Super Nintendo.

## Modificaciones

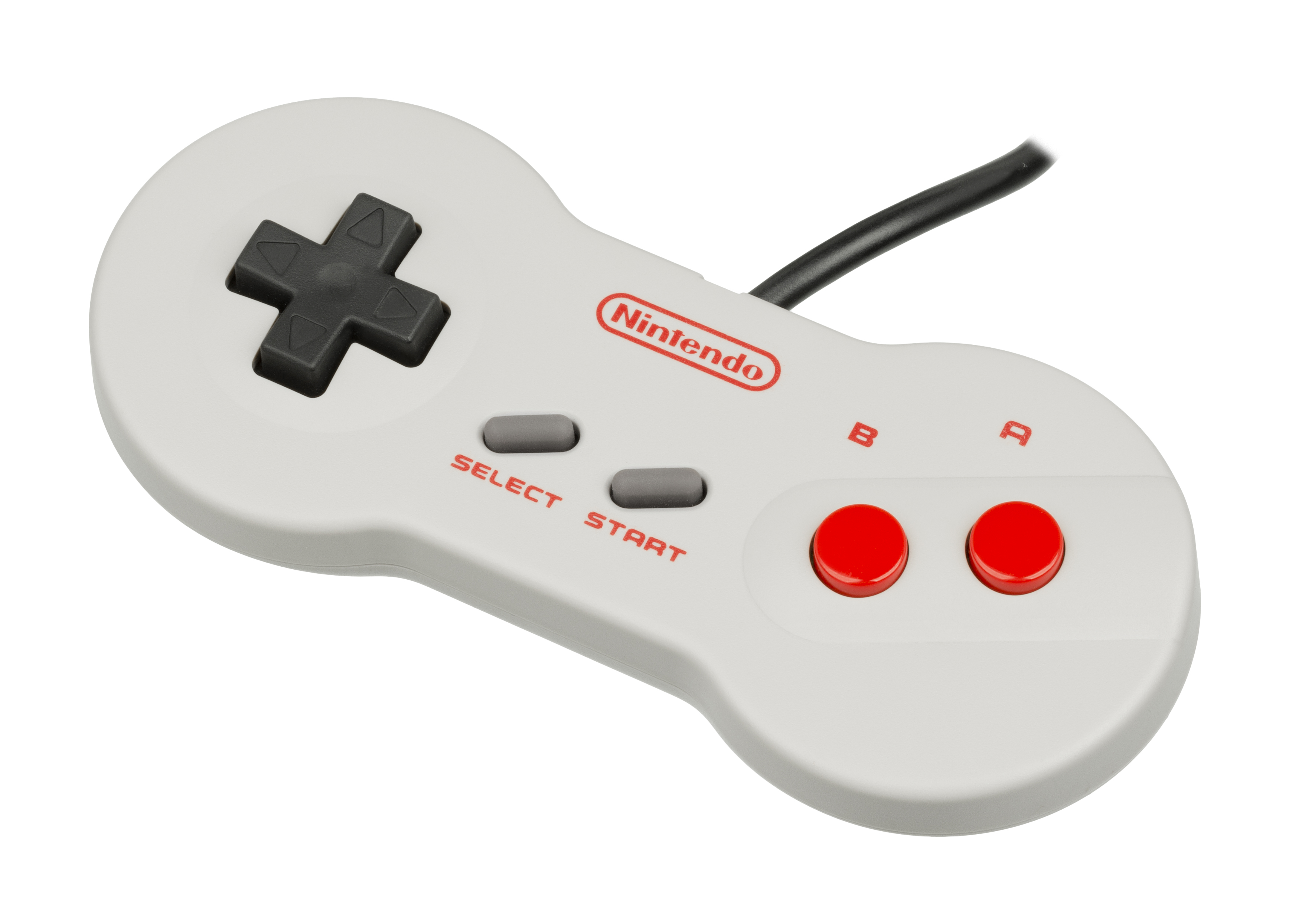
El controlador de la NES-101

La apariencia externa de la NES se revisó y reformó en gran medida para alinear su apariencia con la versión norteamericana de la Super Nintendo y para abordar una serie de problemas ergonómicos comúnmente citados del modelo original NES-001. El diseño de la carcasa es obra de Lance Barr, quien también diseñó las carcasas de las versiones norteamericanas de la NES y Super NES originales, así como la Super NES rediseñada posteriormente. Los botones de encendido y reinicio ahora coincidían con la curvatura de la nueva apariencia. El NES-101 no tiene una luz de encendido LED para indicar que la unidad está encendida, a diferencia del NES-001 y el SNS-001 originales que si la incluían.
El cambio más obvio en el rediseño fue la eliminación del mecanismo de inserción frontal del cartucho en el modelo original NES-001. En ese sistema, el usuario tenía que abrir primero la tapa de la consola, deslizar el cartucho y luego presionarlo hacia abajo. El gran espacio interior permitía que se acumulase mucho polvo y que era imposible acceder y limpiar los cabezales de contacto sin desmontar el sistema o utilizar el kit de limpieza oficial. El desgaste era otro problema; con el uso continuo, la precisión del mecanismo se deterioró y el usuario tendría que empujar y empujar el cartucho para moverlo a una posición que se leería correctamente. El NES-101 volvió al método de carga superior estándar, utilizado por casi todos los sistemas de cartuchos antes y desde entonces por su facilidad y confiabilidad.
El modelo NES-101 cuenta con los mismos puertos de controlador de 7 pines que el NES-001 y es compatible con todos los controladores y periféricos de la original. La consola venía empaquetada con una versión similarmente rediseñada del controlador NES estándar (número de modelo NES-039), apodado el controlador "dogbone" debido a su forma, en lugar del controlador modelo NES-004 original. Si bien la consola NES-101 solo vino con un controlador, el controlador NES-039 también se vendió por separado y es totalmente compatible con cualquiera de las versiones de la NES. El controlador NES-039 se asemeja más al controlador de Super NES, con bordes redondeados que se adaptan más ergonómicamente a las manos que el diseño rectangular del modelo NES-004. Los botones A y B también se colocaron en un ángulo para imitar al controlador Super NES y para proporcionar una mejor ergonomía.
El chip de autenticación 10NES (parte del chip CIC) se eliminó completamente del sistema en un esfuerzo por eliminar el problema de la luz roja parpadeante asociada con el NES original. La eliminación del chip 10NES también permite que el sistema reproduzca videojuegos sin licencia y/o de diferentes regiones como Europa, algo que los sistemas NES-001 no pueden hacer sin una modificación de hardware.

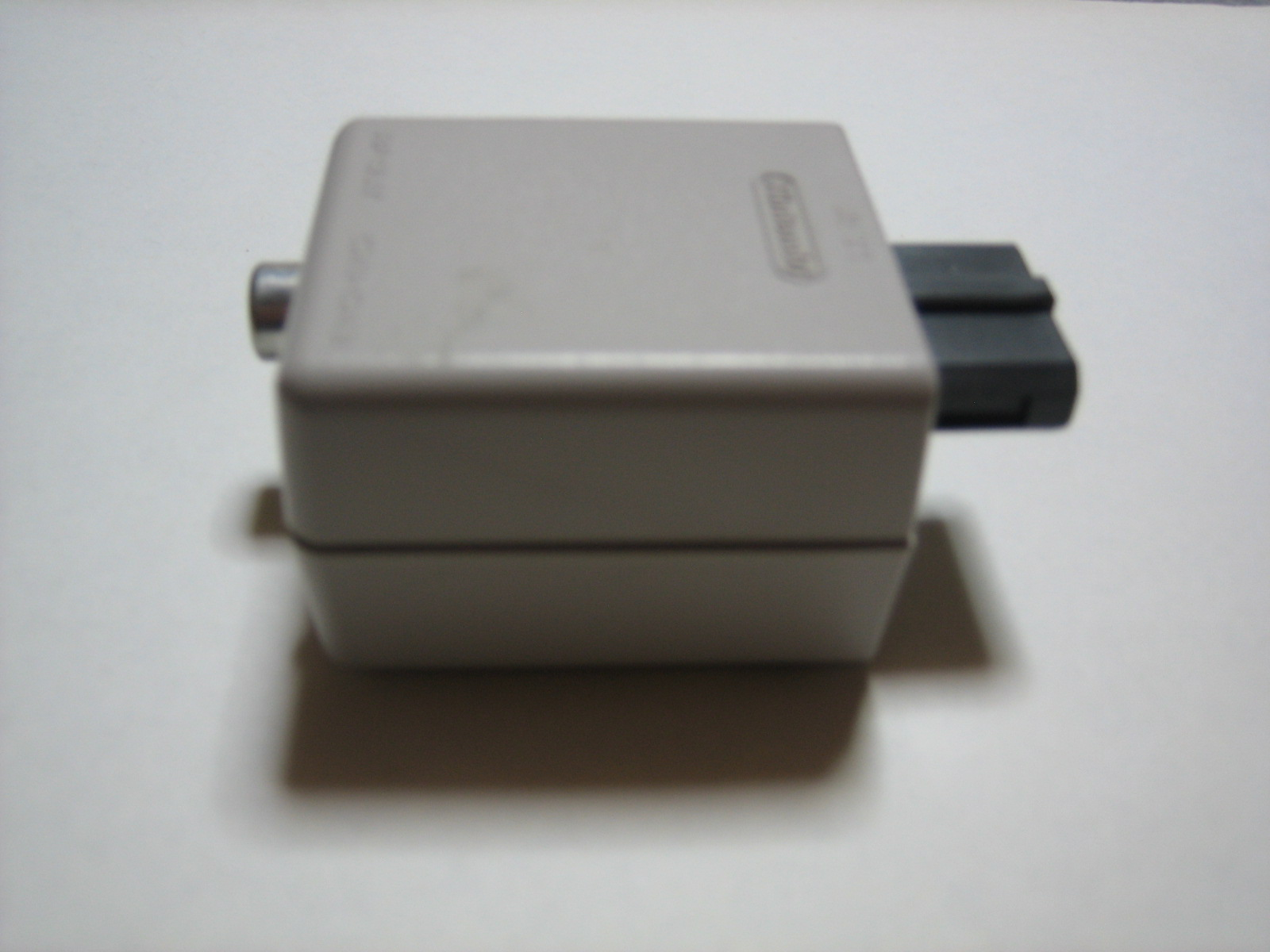
El modulador RF externo para la AV Famicom.

La salida de video compuesto RCA y las tomas de audio también se eliminaron del sistema; una conexión de RF es la única forma de conectar el sistema a un televisor a menos que se haya modificado la consola para agregar una salida compuesta o use un convertidor de RF a RCA.

## Family Computer (modelo HVC-101)

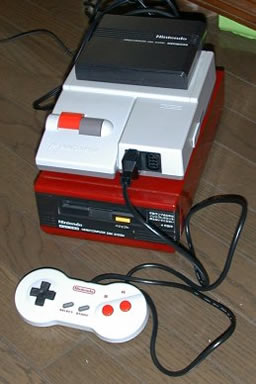
La New Famicom con el periférico Disk System.

El modelo HVC-101 de la Family Computer es un rediseño de la consola de videojuegos del mismo nombre (comúnmente conocida por el apodo abreviado de Famicom) lanzado por Nintendo en Japón a principios de los años ochenta. Aunque el nuevo modelo se llamaba "Family Computer", exactamente el mismo nombre que el modelo original HVC-001, también se comercializó como AV Famicom (AV仕様ファミコン Eibui Shiyō Famikon?) or New Famicom (ニューファミコン Nyū Famikon?) para distinguirla del modelo original. Fue lanzado en Japón el 1 de diciembre de 1993 con un precio de venta al público de 6800 yenes, y se mantuvo en producción hasta septiembre de 2003. La consola HVC-101 tiene un estilo similar al modelo NES-101 lanzado en Norteamérica unos meses antes, pero tiene algunos cambios de diseño leves para satisfacer las diferentes necesidades del mercado japonés.
La mayor diferencia entre el modelo norteamericano NES-101 y el modelo japonés HVC-101 fue el reemplazo de la salida del modulador de RF por el mismo puerto de salida multi-AV que utiliza el Super Famicom. Esto también representó el mayor punto de venta que el New Famicom tiene sobre el Famicom original, que también tiene salida de RF. Por lo tanto, el New Famicom requiere los cables AV monoaurales (SHVC-007) o estéreo (SHVC-008) que el Super Famicom usa para la salida (sin embargo, el New Famicom solo es capaz de emitir audio mono, incluso cuando se usan cables estéreo). Los cables S-Video (SHVC-009) y RGB (SHVC-010) de la Super Famicom no son compatibles con la New Famicom, a pesar de tener el mismo tipo de conector. Nintendo también vendió un modulador de RF externo (HVC-103) para los usuarios que querían conectar el New Famicom a un televisor que carecía de una entrada de video compuesto. Al igual que con la Super Famicom, Nintendo no empaquetó un cable AV o un adaptador de CA con la New Famicom, ambos se vendieron por separado. La New Famicom requiere el mismo adaptador de CA (HVC-002) que el Famicom original y el Super Famicom.
En lugar de controladores cableados como el Famicom original, la New Famicom tiene los mismos puertos de controlador de 7 pines que el NES (además de tener un puerto de expansión dedicado para periféricos como el Famicom original) y viene con dos controladores conectables (número de modelo HVC-102). Los controladores HVC-102 son idénticos en diseño al controlador NES-039, pero tienen cables mucho más cortos. Al colocar los puertos similares a los de NES al modelo HVC-101, la consola también era compatible con todos los controladores para NES (aunque ciertos periféricos de NES que requerían el segundo puerto de controlador, como el Zapper y el Power Pad, no funcionan en el New Famicom). Debido a que los dos controladores empaquetados son idénticos en términos de funcionalidad, ambos carecen del micrófono incorporado que el segundo controlador original de Famicom tiene en lugar de los botones Start y Select. Como solución alternativa, el New Famicom puede emular las entradas de sonido del micrófono presionando Abajo y Select en el segundo controlador para los pocos videojuegos que requieren progresión (el Famicom no reconoce los patrones de voz y simplemente detecta si está recibiendo sonido del micrófono).
El HVC-101 tiene una superficie plana en contraste con la superficie convexa del NES-101. Esto se hizo para que el New Famicom sea compatible con el complemento Disk System, que utiliza un adaptador de RAM que se conecta a la ranura del cartucho de la consola para interactuar con la unidad principal del sistema de discos.
Los periféricos que funcionan en el New Famicom (en lugar de en el Famicom original) se vendieron con la marca Famicom Family New (o FF New), pero aparte de los cables de conexión mencionados anteriormente, el único periférico con licencia que se lanzó con esta marca fue el New Hori Controller Commander (HFC-07), que fue el único controlador de terceros con licencia en Japón que tiene un enchufe de controlador de estilo NES.

## Revisiones
Hay dos revisiones conocidas de la NES-101; ambos han rediseñado los tableros de circuitos que mejoran la calidad de salida de video. El primero tiene un puerto de salida múltiple AV de Nintendo (el mismo que se usa en Super NES, Nintendo 64 y GameCube) que reemplaza completamente la toma de RF. El otro se ve exactamente igual que el resto con el conector de salida de video RF y el interruptor de selección de canal, pero con una excelente calidad de salida de video. Estas versiones fueron reemplazos para aquellos que enviaron sus sistemas NES-101 originales a Nintendo con una queja acerca del video de mala calidad. Todas las unidades PAL, modelo NESP-101, se enviaron con la placa base revisada y una salida de RF más limpia, pero la salida de video utilizó el estándar PAL de 50 Hz en lugar del NTSC de 60 Hz. Las versiones PAL tampoco tienen un interruptor de selección de canal. También tienen algunas diferencias estéticas menores. En los cargadores superiores NTSC, el panel de salida de RF está hecho del mismo plástico gris claro que la cubierta superior. En la versión PAL, el panel de salida de RF está hecho del mismo plástico gris oscuro que la carcasa de la base. La consola PAL también carece de una etiqueta de línea de servicio 1800.